# Bobby Womack
Robert Dwayne "Bobby" Womack (Cleveland, 4 maart 1944 – Los Angeles, 27 juni 2014) was een Amerikaanse zanger die sinds de vroege jaren 60 van de twintigste eeuw actief was.

## Loopbaan
Womack begon zijn actieve carrière als zanger in de band The Valentinos, die hij samen met familie vormde en als gitarist voor Sam Cooke. Womacks carrière overspant meer dan 50 jaar en zijn uitgebreide repertoire bevat stijlen als R&B, soul, rock-'n-roll, doo-wop, gospel en country.
Womack was bekend van de hits Lookin' For a Love, That's The Way I Feel About Cha, Woman's Gotta Have It, Harry Hippie, Across 110th Street en If You Think You're Lonely Now. Samen met zijn schoonzuster Shirley Womack schreef hij It's All Over Now, een nummer dat de eerste nummer 1-hit voor The Rolling Stones zou worden.
In 2009 werd hij opgenomen in de Rock and Roll Hall of Fame.
Op 1 januari 2013 werd bekend dat Womack lijdt aan de ziekte van Alzheimer. Hij vertelde dit zelf aan The Sun. Womack leed naast Alzheimer ook aan darmkanker en prostaatkanker.
Vrijdag 27 juni 2014 maakte platenlabel XL Recordings bekend dat Bobby Womack op 70-jarige leeftijd was overleden.

## Gebruik in films
Womacks cover uit 1968 van California Dreamin' is prominent te horen in de film Fish Tank van Andrea Arnold, waarin het belangrijkste personage, Mia, hierop danst en het voor haar auditie gebruikt.
Womacks Across 110th Street wordt in de opening van de gelijknamige film en de opening en andere momenten in de film Jackie Brown van Quentin Tarantino gebruikt. Het wordt gebruikt om de blaxploitation-toon van de film te benadrukken. Later werd het ook gebruikt in American Gangster van Ridley Scott.

## Discografie

### Albums
| Album met eventuele hitnotering(en) in de Nederlandse Album Top 100 | Datum van verschijnen | Datum van binnenkomst | Hoogste positie | Aantal weken | Opmerkingen |
| ------------------------------------------------------------------- | --------------------- | --------------------- | --------------- | ------------ | ----------- |
| The Bravest Man in the Universe                                     | 08-06-2012            | 16-06-2012            | 81              | 2*           |             |

| Album met hitnotering(en) in de Vlaamse Ultratop 200 albums | Datum van verschijnen | Datum van binnenkomst | Hoogste positie | Aantal weken | Opmerkingen |
| ----------------------------------------------------------- | --------------------- | --------------------- | --------------- | ------------ | ----------- |
| The Bravest Man in the Universe                             | 2012                  | 16-06-2012            | 28              | 2*           |             |

### Singles
| Single met hitnotering(en) in de Vlaamse Ultratop 50 | Datum van verschijnen | Datum van binnenkomst | Hoogste positie | Aantal weken | Opmerkingen |
| ---------------------------------------------------- | --------------------- | --------------------- | --------------- | ------------ | ----------- |
| Stupid                                               | 11-06-2012            | 23-06-2012            | tip96*          |              |             |